# KHangMan

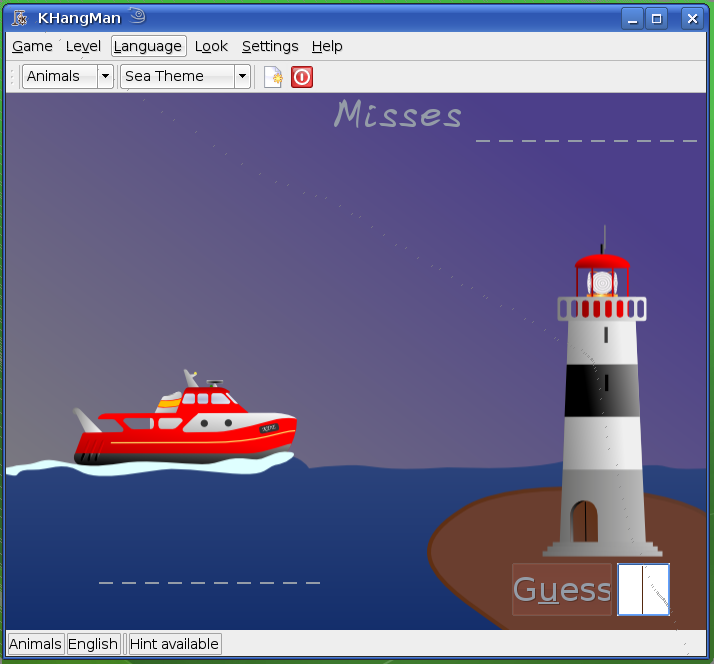
KHangMan 1.6

KHangMan es un juego de ordenador educativo diseñado para los niños basado en el juego de verdugo clásico.Forma parte del paquete kdeedu Está dirigido a niños y niñas a partir de 6 años.
KHangMan se divide en cuatro niveles de dificultad (mar, invierno, abeja, y desierto). En el tema de mar, cada intento incorrecto que hace un faro proyecta otra pieza del verdugo. En el tema de invierno, un monigote de nieve es parcialmente fundido después de cada intento incorrecto. En el tema de abeja, un verdugo amarillo está creado en el fondo. En el tema de desierto, un verdugo está construido luego de un cacto.
Las letras de suposiciones del jugador uno por uno para intentar para representar fuera de la palabra dada. Después de diez intentos incorrectos, el jugador pierde y la palabra está revelada. Una pista para cada palabra puede ser activada en las opciones. Las palabras son disponibles en más de 30 lenguas y 18 categorías.
El programa era disponible sólo para sistemas operativos de Linux, pero con la liberación de beta de KDE para Windows, es ahora disponible en Microsoft Windows.